# Sincretismo

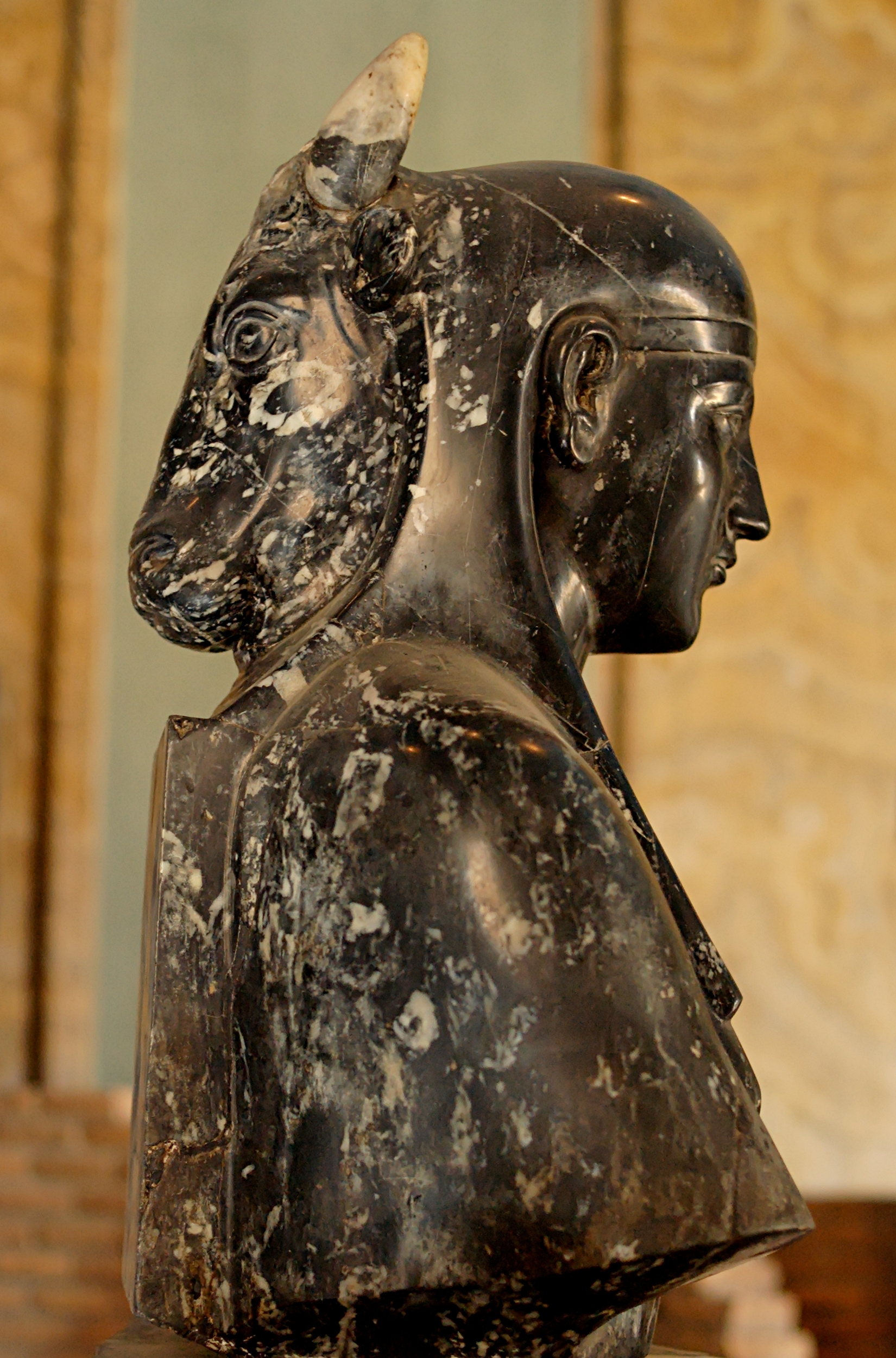
Busto janiforme de Antínoo, divinizado como Serapis, sincretismo de Osiris y Apis. Museo Gregoriano Egiziano.

El sincretismo es un término empleado en antropología cultural y en estudios de religión comparada para referirse a la hibridación o amalgama de dos o más tradiciones culturales. Comúnmente se entiende que estas uniones no guardan una coherencia sustancial. También se utiliza en alusión a la cultura o la religión para resaltar su carácter de fusión y asimilación de elementos diferentes. Fue un término utilizado por Plutarco.
La mayoría de movimientos culturales o de pensamiento tienen aspectos sincréticos porque son nuevos del no-res. Por ejemplo, el cristianismo adapta ritos antiguos o está influido por la filosofía griega. Pero normalmente se reserva el término para hablar de pensamientos que ya nacen como una fusión, tales como las religiones afroamericanas o aquellos pensadores que desean conscientemente realizar una síntesis de dos autores precedentes enfrentados.

## Etimología
La palabra sincretismo viene del griego συγκρητισμος (syncretismós) (DLE)  que a su vez está compuesto por ‘syn-‘ (con), ‘kriti’ (cretense) e ‘-ismo’ (doctrina), que vemos presente en sinestesia, simbiosis o idiosincrasia, unido a un vocablo que puede derivar del gentilicio «cretense», para lo que nos apoyamos en la referencia histórica que comenta Plutarco en el capítulo del «Amor fraternal» en sus Moralidades (VI, 34, 490 b), que nos dice que los cretenses dejaban a un lado sus diferencias internas en periodos de guerra.
Posteriormente Erasmo de Róterdam introdujo la palabra latina syncretismus haciendo referencia al texto de Plutarco para referirse a la conciliación de dos o más sistemas filosóficos o de creencias y opiniones en uno solo. Del término κερας -ατος, que significa cuerno y en términos bélicos hace referencia a las alas o flancos del ejército, en cada una de las cuales estaba agrupado un pueblo o región, que se unía con sus aliados frente a los invasores; o más probablemente del verbo κεραννυμι, que significaba mezclar (especialmente vino con agua) o fundir y del que deriva cerámica.

## Funciones sociales y políticas

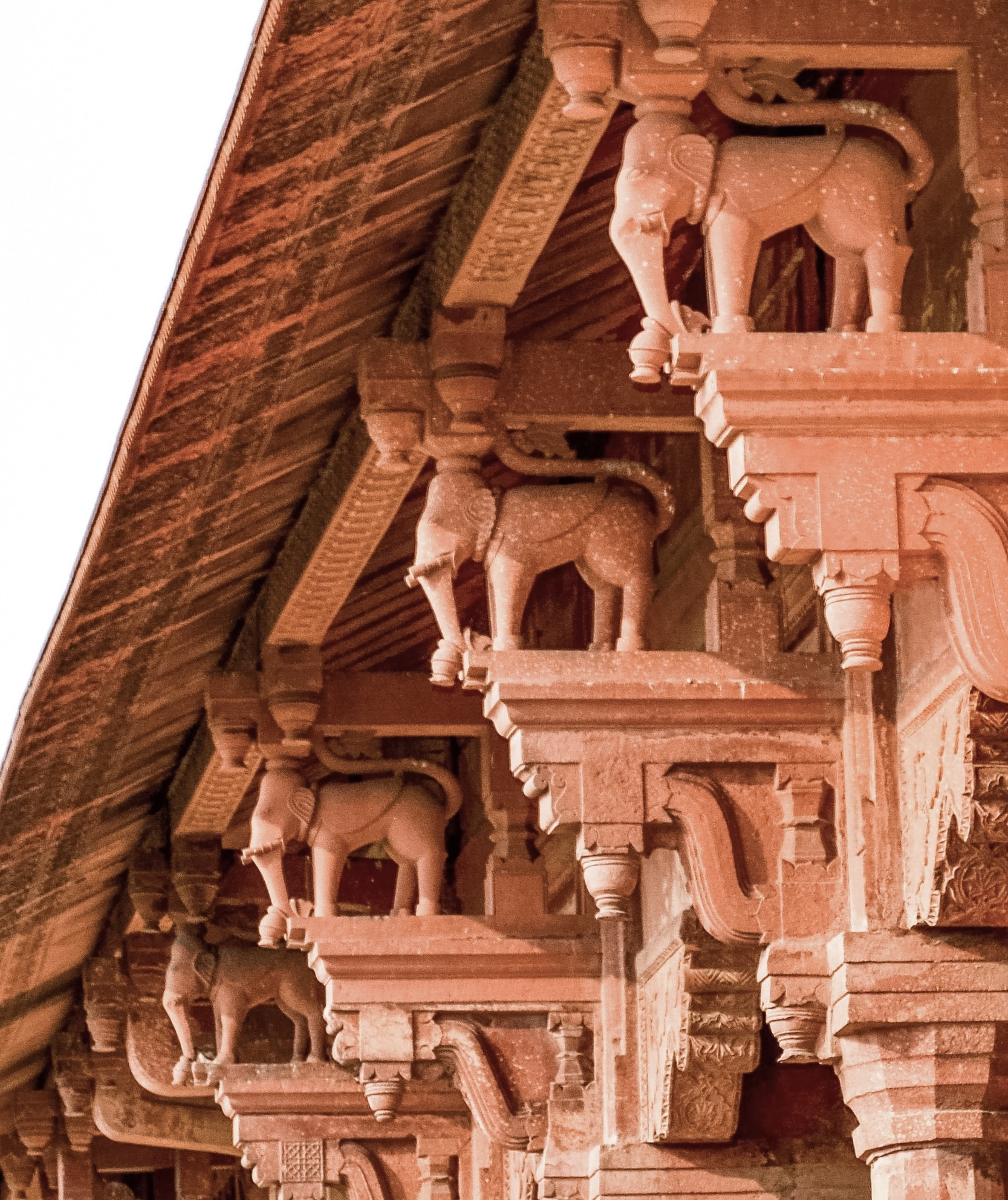
El uso de soportes de columna en forma de elefante en los edificios del Fuerte de Lahore refleja las influencias hindúes en la arquitectura mogol durante el reinado de Akbar. El Islam prohíbe el representación de figuras vivientes.

El sincretismo manifiesto en las creencias populares puede mostrar la aceptación cultural de una tradición ajena o anterior, pero el «otro» culto puede sobrevivir o infiltrarse sin una sincresis autorizada. Por ejemplo, algunos conversos desarrollaron una especie de culto a los mártires-víctimas de la Inquisición española, incorporando así elementos del catolicismo a la vez que se resistían a él.
Los reyes kushitas que gobernaron el Alto Egipto durante aproximadamente un siglo y todo Egipto durante aproximadamente 57 años, del 721 al 664 a. C., constituyendo la Vigesimoquinta Dinastía en La Aegyptiaca de Manetón, desarrollaron un culto sincrético que identificaba a su propio dios Dedun con el Osiris egipcio. Mantuvieron ese culto incluso después de haber sido expulsados de Egipto. Un templo dedicado a este dios sincrético, construido por el gobernante kushita Atlanersa, fue desenterrado en Jebel Barkal.
El sincretismo fue común durante el periodo helenístico, en el que los gobernantes identificaban regularmente a las deidades locales de diversas partes de sus dominios con el dios o diosa correspondiente del panteón griego como medio de aumentar la cohesión de su reino. Esta práctica fue aceptada en la mayoría de los lugares, pero rechazada con vehemencia por los judíos, que consideraban la identificación de Yahvé con el Zeus griego como la peor de las blasfemias.
El Imperio romano continuó la práctica, primero mediante la identificación de las deidades romanas tradicionales con las griegas, produciendo un único Panteón grecorromano, y luego identificando a los miembros de ese panteón con las deidades locales de varias provincias romanas.  
Algunos movimientos religiosos han abrazado el sincretismo manifiesto, como el caso del fusión de las creencias Shintō en el budismo o la amalgama del puntos de vista paganos germánico y celta en el Cristianismo durante su expansión por la Galia, Irlanda, Gran Bretaña, Alemania y Escandinavia. En épocas posteriores, los misioneros cristianos en América del Norte identificaron a Manitou, la fuerza vital espiritual y fundamental en las creencias tradicionales del grupos algonquinos, con el Dios del cristianismo. Los misioneros hicieron identificaciones similares en otros lugares de América y África que se encontraron con la creencia local en un Dios Supremo o Espíritu Supremo de algún tipo. 
Las influencias indias se aprecian en la práctica del Islam chií en Trinidad. Otros lo han rechazado enérgicamente por devaluar y comprometer distinciones preciosas y genuinas; entre los ejemplos se incluyen el Exilio posterior al Judaísmo del Segundo Templo. Judaísmo del Segundo Templo, Islam, y la mayor parte del cristianismo Protestante. 
El sincretismo tiende a facilitar la coexistencia y la unidad entre culturas y cosmovisiones por lo demás diferentes (competencia intercultural), factor que lo ha recomendado a gobernantes de reinos multiétnicos. A la inversa, el rechazo del sincretismo, normalmente en nombre de la «piedad» y la «ortodoxia», puede contribuir a generar, reforzar o autentificar un sentimiento de unidad cultural sin concesiones en una minoría o una mayoría bien definidas.
En todas las grandes conversiones religiosas de poblaciones se han incorporado elementos de tradiciones religiosas anteriores en leyendas o doctrinas que perduran con los laicos recién convertidos.

## Sincretismo en antropología
Para la antropología es difícil sostener que no exista cultura que no presente elementos provenientes de manera difusa o que tome ciertas licencias, extraídas de alguna otra parte que no sea su propio entorno sociocultural.  Dado que el término no ha resultado ser tan útil para referirse a experiencia en concreto, no son pocos los antropólogos que cuestionan su uso para cualquier estudio etnográfico o fenómeno cultural específico.
En concreto, el término solo cobra sentido para las teorías funcionalistas de la cultura que presuponen unidades sociales o culturas unificadas y bien delimitadas. Sin embargo, el término conlleva a  una serie de problemas de carácter histórico, sin mencionar el poco alcance y precisión descriptiva relacionada al orden y cambio social. Por ende, solo sería comprensible dentro de los marcos de la teoría funcionalista clásica.  Por ejemplo, Malinowski ([1945] 1961). Tanto etnohistoriadores como difusionistas también usaron el término para describir sistemas culturales emergentes tras el choque histórico entre pueblos disímiles, como por ejemplo los afroamericanos. Ver: (Herskovits 1990).
Respecto a los estudios de religión comparada, el término fue utilizado – durante el siglo XVII - para condenar la adulteración de la “verdadera” doctrina cristiana; aunque a finales del siglo XX se le sigue empleando, pero ahora para referirse a la mezcla de diversas tradiciones religiosas. Al mismo tiempo, es utilizado en antropología de la religión para referirse a los sistemas híbridos, específicamente a los relacionados durante la colonización europea. Por ejemplo, el sionismo africano, estudiado por Jean Comaroff (1985, 250).
No son pocos los estudios que sugieren su anacronismo y obsolescencia práctica, en lo concernientes a la antropología, particularmente a partir de los cambios ocasionados por la expansión de sistemas económicos, comunicativos y políticos globales. Ante todo esto, la noción de sincretismo –que sugiere la mezcla de dos tradiciones holísticas– es a todas luces limitada, por no decir insuficiente para describir la cantidad de intercambios culturales que acontecen en todo el mundo.

## Sincretismo religioso

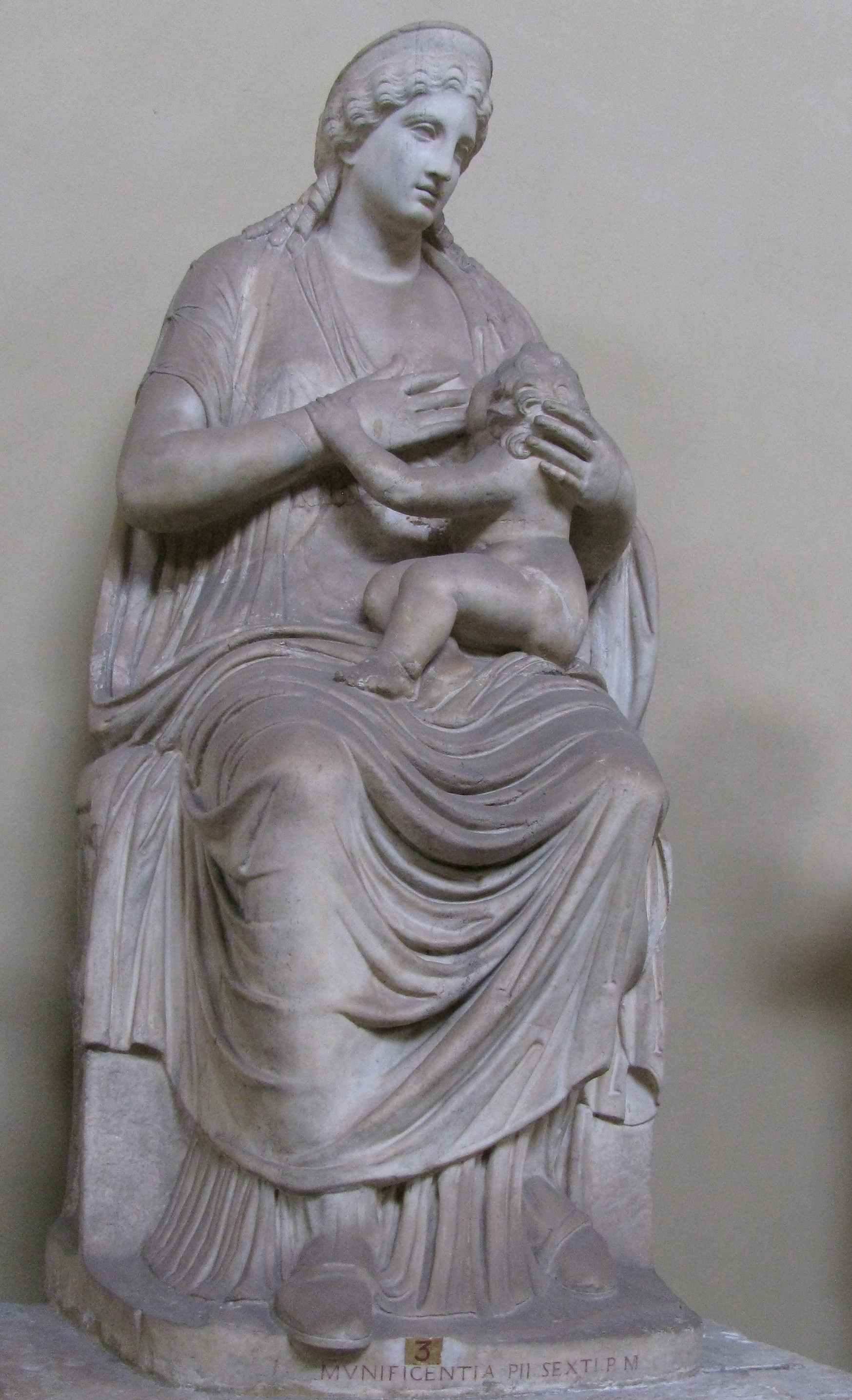
Isis Lactans. Ejemplo de diosa de la maternidad proveniente de la religión del Antiguo Egipto cuya iconografía fue asimilada por los Romanos y diversos pueblos mediterráneos. Isis era un aspecto de la diosa frigia Cibeles. Museo Pio Clementino. Museos Vaticanos.

El proceso de sincretización religiosa debe desarrollarse a la manera de una simbiosis en la que los dos cultos se mantengan. Pero esta simbiosis no se debe entender como la consecución de la cohabitación de las tradiciones implicadas, la simbiosis puede dar lugar al nacimiento de una nueva identidad cultural única incluso manteniendo dos cultos distintos. Para entender su profundidad debemos distinguir previamente entre la experiencia religiosa y la experiencia cultural. La ornamentación de la tradición, debe reconocerse como ornamentación. Debe entenderse que la esencia no se encuentra en la forma de un rito, sino en su significación sin confundir la significación con el significado del culto.
Un ejemplo para dilucidar la cuestión: la «baiana», considerada como un traje regional brasileño, es una prenda de origen africano que ha entrado a formar parte de la cultura brasileña, una prenda compartida más allá del significado que pueda tener en las distintas comunidades. El sincretismo es, por tanto, un proceso ajeno a la propuesta abstrayente de la comunión de cultos a través del reconocimiento de una divinidad común, la vía de comunión son los productos culturales de la religión. 
De esta manera, el sincretismo no es un proceso automático fruto del diálogo o de una puesta en común. La realización del sincretismo religioso no surge del acuerdo sino de la cohabitación. El momento en el que dos culturas diferentes se encuentran cara a cara puede provocar un grave conflicto. El sincretismo supone aceptar la situación de crisis y afrontarla en dos etapas: la acomodación y la asimilación. 
Durante la acomodación no se produce ningún cambio en ninguna de las culturas. Se produce un ajuste exterior, que se puede producir de forma rápida, pero no supone un paso sólido. La acomodación de las culturas se puede entender como una toma de consciencia por parte de los individuos de cada cultura de la existencia de una cohabitación dentro de un mismo espacio vital de dos tradiciones diferentes. Se pueden producir cambios en la fachada de cada tradición en una búsqueda de hacer más fácil la relación, pero todos los individuos guardan los valores de su cultura original. 
La segunda fase, la asimilación, afecta a las culturas en conflicto que se fusionan a través de una interpenetración. Los individuos pertenecientes a las diferentes tradiciones no se cierran sobre sus valores originarios, sino que se abren, aceptando y adquiriendo nuevas costumbres. Es un proceso muy lento e inconsciente. La asimilación se produce con la aparición de una historia común para las dos tradiciones. Los individuos viven el mismo día a día desde dos tradiciones diferentes, pero forman un nuevo grupo que se forma con la integración de los diferentes individuos a un nuevo ámbito social. 
El objetivo último del sincretismo es alcanzar la asimilación religiosa, pero para ello siempre es necesario la acomodación. La acomodación permite al individuo vivir dentro de un nuevo mundo plural como en un ámbito propio. Se podría decir que la asimilación necesita de una convivencia natural con las nuevas culturas.
Según el Diccionario de las religiones el sentido antiguo de sincretismo se empleaba para designar la actividad de ciertos teólogos, principalmente protestantes, que se proponían lograr reconciliaciones, acuerdos entre doctrinas diferentes u opuestas, por medio de debates, confrontaciones públicas de las tesis presentadas. El término "sincretista" fue aplicado al luterano alemán Pfaff (1723).
La religión hindú, basada en una creencia en tres dioses principales, la Trimurti, seria fusión del culto a Brahma, traído por europeos junto con los idiomas prakrit y Sánscrito que tiene semejanzas con alguno de los dialectos del griego clásico, y la dualidad local conservación- destrucción Vishnu-Shiva.
En el Judaísmo se observan también elementos sincréticos: el relato bíblico del diluvio y el arca de Noé tiene el precedente, citado en la 'Epopeya de Gilgamesh' babilónica, anterior a Abraham, de un diluvio y un arca. 
Símbolos como la Menorá y el Shofar tendrían antecedentes en Mesopotamia, y la circuncisión la practicaban los sacerdotes egipcios antes de Abrahan.

### Sincretismo en América
Con base en la evidencia que se tiene de la evangelización de América se aprecia que algunas de las construcciones datadas del periodo barroco comparten ciertas características al estar asentadas en lo que fueron templos indígenas con tal de acelerar la conversión no obstante resultando en sincretismo; un ejemplo claro de esto es el festival de Día de muertos; algunas evidencias de arquitectura sincretista son las siguientes: 
- Iglesia de Tonantzintla, ubicada en San Andrés Cholula en el estado de Puebla.
- Templo y exconvento de San Juan Bautista Coixtlahuaca, ubicada al norte de la ciudad Oaxaca, México.
- Iglesia de Santo Domingo, ubicada en San Cristóbal de Las Casas, México.
- Basílica del Cisne, a la Virgen del Cisne, ubicada en Loja, Ecuador.
- Iglesia de Piedra de Balvanera, ubicada en la Laguna de Colta, Chimborazo, Ecuador.
- Templo de San Juan de Dios, ubicado en La Paz, Bolivia.
- Basílica de San Francisco, ubicado en La Paz, Bolivia.
- Camarín de la Virgen de Itatí, ubicado en Corrientes, Argentina
- Gruta de Choya, a Virgen del Valle de Catamarca, ubicada en Catamarca, Argentina.

### El sincretismo en los nuevos movimientos religiosos
En el contexto de los nuevos movimientos religiosos hablar de sincretismo es hablar sin duda de la Nueva Era. En esta doctrina existen movimientos de múltiples religiones y doctrinas, basándose en la creencia de que todas las religiones son básicamente una con "distintas ropas". Esto y su popularidad hace que la New Age sea el máximo exponente del sincretismo.
Recientemente se calificó a la Iglesia de la Unificación como una organización sincrética, fundada bajo la iniciativa del coreano Sun Myung Moon (moonismo), que pretende trascender las grandes religiones universales, unir el mesianismo coreano, las filosofías de Extremo Oriente y el cristianismo. Caracterizada por su dinamismo económico y su intensa propaganda, esta organización está dotada de evidente intencionalidad política.